# Комацу
Комацу (јап. 小松市) град је у Јапану у префектури Ишикава. Према попису становништва из 2005. у граду је живело 109.084 становника.

## Становништво
Према подацима са пописа, у граду је 2005. године живело 109.084 становника.
| 1995.   | 2000.   | 2005.   |
| ------- | ------- | ------- |
| 107.965 | 108.622 | 109.084 |